# Flatini
Tribu
Taxons de rang inférieur
- Flatina Spinola, 1839
- Lawanina Melichar, 1923
- Phyllyphantina Melichar, 1923
- Scarpantina Melichar, 1923
- Siphantina Melichar, 1923

Synonymes
- Flatoides Spinola, 1839
- Flatidae Swainson & Shuckard, 1840
- Strigimargines Agassiz, Erichson & Germar, 1846
- Flatida Stål, 1866
- Flatinae Distant, 1881
- Flattinae Matsumura, 1916
- Flatini Van Duzee, 1916

Les Flatini sont une tribu d'insectes de l'ordre des Hémiptères, du sous-ordre des Auchenorrhyncha, de la famille des Flatidae et de la sous-famille des Flatinae.